# Ларнака (аеропорт)
Міжнародний аеропорт Ларнака (грец. Διεθνής Aερολιμένας Λάρνακας Diethnís Aeroliménas Lárnakas) (IATA: LCA, ICAO: LCLK) — один з двох діючих цивільних аеропортів на території Республіки Кіпр. Розташований за 4 км на північний захід від міста Ларнака.

Є хабом для авіаліній:
- Aegean Airlines
- Cyprus Airways
- Tus Airways

## Історія
Аеропорт Ларнака був поспіхом розроблений наприкінці 1974 року, після вторгнення на Кіпр Туреччини 20 липня 1974, що призвело до закриття міжнародного аеропорту Нікосія. Ділянка, на якій був побудований аеропорт (на березі Солоного озера Ларнака), раніше використовувалася як аеродром з 1930 році і, згодом, як військова база британських військово-повітряних сил. Аеропорт Ларнака було відкрито 8 лютого 1975 року, термінали було споруджено з модулів швидкомонтованих будівель, що включає окремі зали для вильотів і прильотів.

## Термінали
Аеропорт має один основний пасажирський термінал. Відправлення відбувається з верхнього рівня, а прибуття на рівні землі. Існує «VIP-термінал» який використовується для прийому глав держав, приватної авіації, та вантажів.

## Наземний транспорт
До аеропорту можна дістатися на автомобілі, таксі та громадському транспорті. Автобусною мережею сполучений з Лімасолом, Нікосією та Ларнакою.

## Авіалінії та напрямки (травень 2023)

### Пасажирські
| Авіакомпанія                  | Пункт призначення |        |
| ----------------------------- | --- | ------ |
| Aegean Airlines               | Афіни, Салоніки Сезонний: Іракліон Сезонний чартер: Єреван, Тель-Авів |        |
| Air Moldova                   | Кишинів |        |
| Air Serbia                    | Белград |        |
| airBaltic                     | Рига |        |
| AirExplore                    | Сезонний чартер: Братислава, Кошице, П'єштяни (з 7 червня 2023) |        |
| Arkia                         | Тель-Авів |        |
| Austrian Airlines             | Відень |        |
| BH Air                        | Сезонний чартер: Бургас (з 22 липня 2023), Скоп'є (з 20 червня 2023), Софія |        |
| Bluebird Airways              | Сезонно: Тель-Авів |        |
| BRA                           | Берген (з 26 червня 2023), Біллунн (з 30 червня 2023), Копенгаген (з 30 червня 2023), Ставангер Тронгейм, Умео |        |
| British Airways               | Лондон-Хітроу |        |
| Bulgaria Air                  | Софія |        |
| Buzz                          | Сезонний чартер: Катовіце, Познань, Варшава–Шопен, Вроцлав |        |
| Chair Airlines                | Сезонний: Цюрих |        |
| Condor Airlines               | Сезонний: Дюссельдорф, Франкфурт, Цюрих |        |
| Corendon Airlines             | Сезонні: Дюссельдорф, Нюрнберг |        |
| Cyprus Airways                | Афіни, Бейрут, Каїр, Дубай, Іракліон, Мілан–Мальпенса (з 1 червня 2023), Париж–Шарль де Голль, Прага (з 4 червня 2023), Рим–Ф’юмічіно, Тель-Авів, Салоніки, Єреван, Цюрих Сезонний: Базель-Мюлуз-Фрайбург, Превеза, Родос, Санторіні, Скіатос |        |
| easyJet                       | Базель-Мюлуз-Фрайбург, Берлін, Ліверпуль, Лондон–Гатвік, Лондон–Лутон, Париж–Шарль де Голль, Венеція Сезонний: Бристоль, Мілан–Мальпенса |        |
| Edelweiss Air                 | Цюрих |        |
| EgyptAir                      | Каїр |        |
| El Al                         | Тель-Авів |        |
| Emirates                      | Дубай, Мальта |        |
| Enter Air                     | Сезонний чартер: Гданськ (з 3 червня 2023), Катовиці, Познань, Варшава–Шопен |        |
| Eurowings                     | Берлін, Дюссельдорф, Прага, Штутгарт Сезонні: Кельн/Бонн, Грац, Гамбург, Зальцбург, Стокгольм–Арланда |        |
| Finnair                       | Гельсінкі |        |
| flyadeal                      | Сезонний: Ріяд (з 22 червня 2023) |        |
| FlyOne                        | Єреван |        |
| Gulf Air                      | Афіни, Бахрейн |        |
| Helvetic Airways              | Сезонні: Берн, Цюрих |        |
| HiSky                         | Сезонний чартер: Бухарест (з 18 червня 2023),, Клуж-Напока (з 21 червня 2023) |        |
| Israir Airlines               | Сезонний: Тель-Авів |        |
| Jazeera Airways               | Сезонний: Кувейт |        |
| Jet2.com                      | Сезонний: Бірмінгем, Бристоль, Східний Мідландс, Единбург, Глазго, Лідс/Бредфорд, Лондон-Станстед, Манчестер, Ньюкасл |        |
| Jet Time                      | Сезонний чартер: Ольборг, Біллунн, Копенгаген , Гельсінкі, Мальме, Норрчепінг, Еребру, Векше |        |
| Lufthansa                     | Мюнхен Сезонний: Франкфурт |        |
| Middle East Airlines          | Бейрут |        |
| Norwegian Air Shuttle         | Осло-Гардермуен, Стокгольм-Арланда Сезонний: Копенгаген, Гельсінкі Сезонний чартер: Тронгейм |        |
| Qatar Airways                 | Доха |        |
| Red Wings Airlines            | Сезонний чартер: Єреван |        |
| Royal Jordanian               | Амман |        |
| Ryanair                       | Відень |        |
| Scandinavian Airlines         | Сезонний: Копенгаген (з 4 липня 2023), Осло-Гардермуен (з 5 липня 2023), Стокгольм–Арланда (з 19 серпня 2023) Сезонний чартер: Гетеборг |        |
| Sky Express                   | Афіни, Салоніки |        |
| SmartWings                    | Сезонний: Братислава, Кошице, Прага |        |
| Sunclass Airlines             | Сезонний чартер: Біллунн, Копенгаген, Гетеборг, Гельсінкі, Мальме, Норрчепінг, Осло-Гардермуен, Осло-Торп (з 23 червня 2023), Стокгольм–Арланда, Векше |        |
| Swiss International Air Lines | Сезонний: Женева |        |
| Transavia                     | Амстердам |        |
| TUI Airways                   | Сезонний: Бірмінгем, Бристоль, Кардіфф, Східний Мідландс, Лондон-Гатвік, Манчестер, Ньюкасл |        |
| TUI fly Belgium               | Сезонний: Брюссель |        |
| TUI fly Deutschland           | Сезонний: Дюссельдорф, Франкфурт, Ганновер |        |
| TUIfly Nordic                 | Сезонний чартер: Біллунн, Гетеборг, Лулео, Норрчепінг, Стокгольм–Арланда |        |
| Tus Airways                   | Іракліон, Тель-Авів Сезонний: Амман (з 1 червня 2023), Ханья (з 2 липня 2023), Братислава (з 7 червня 2023), Корфу (з 1 липня 2023), Кефалонія, Париж–Шарль де Голль , Превеза |        |
| Vueling                       | Сезонний: Барселона |        |
| Widerøe                       | Сезонний чартер: Берген |        |
| Wizz Air                      | Абу-Дабі (з 3 липня 2023), Афіни, Париж-Бове, Белград, Бухарест, Будапешт, Клуж-Напока, Копенгаген, Даммам (з 4 липня 2023), Дебрецен, Гданськ, Ясси, Джидда (з 5 липня 2023), Катовиці, Краків, Кутаїсі, Лондон–Гатвік, Лондон–Лутон, Прага, Ріяд, Рим–Ф’юмічіно, Софія, Сучава, Тель-Авів, Салоніки, Варна, Відень, Вільнюс, Варшава–Шопен, Вроцлав, Єреван | -- --> |

### Вантажні
| Авіакомпанія          | Пункт призначення                                            |
| --------------------- | ------------------------------------------------------------ |
| CAL Cargo Air Lines   | Атланта, Льєж, New York–JFK, Тель-Авів                       |
| Challenge Airlines    | Льєж,Тель-Авів                                               |
| DHL Aviation          | Анкона, Брешія, Лейпциг/Галле, Мадрид, Мілан–Мальпенса, Піза |
| EgyptAir Cargo        | Каїр, Остенде-Брюгге                                         |
| Emirates SkyCargo     | Амстердам, Дубай–Аль-Мактум, Франкфурт                       |
| Express Air Cargo     | Бухарест, Кувейт, Місрата, Шарджа, Туніс                     |
| FedEx Express         | Афіни, Болонья, Париж–Шарль де Голль, Рим–Ф'юмічіно, Тулуза  |
| Lufthansa Cargo       | Афіни, Франкфурт, Мілан–Мальпенса                            |
| Poste Air Cargo       | Рим–Ф'юмічіно, Тель-Авів                                     |
| Royal Jordanian Cargo | Амман, Маастрихт/Аахен                                       |
| Swiftair              | Афіни                                                        |
| UPS Airlines          | Кельн/Бонн, Стамбул, Тель-Авів                               |

## Ресурси Інтернету
Вікісховище має мультимедійні дані за темою: Ларнака (аеропорт)
- Офіційний вебсайт аеропорту Ларнака [Архівовано 26 травня 2014 у Wayback Machine.]